# Constante radiative
En physique, la constante radiative ou constante de rayonnement est la quantité qui intervient dans la formule donnant la densité d'énergie ρ d'un rayonnement de corps noir en fonction de sa température T. La constante radiative, souvent notée a, ou parfois σr, relie ces deux quantités selon l'expression :
{\displaystyle \rho =aT^{4}}
La thermodynamique permet de donner son expression :
{\displaystyle a={\frac {8\pi ^{5}k^{4}}{15h^{3}c^{3}}}}
où c est la vitesse de la lumière, h la constante de Planck et k la constante de Boltzmann. Numériquement, cette constante vaut :
{\displaystyle a=7{,}565\,730\,85\times 10^{-16}\;{\rm {J\cdot m^{-3}\cdot K^{-4}}}}
Elle est reliée à la constante de Stefan-Boltzmann σ, qui intervient dans l'expression du flux énergétique d'un corps noir, par l'expression :
{\displaystyle a={\frac {4}{c}}\sigma }

## Référence
1. ↑  (en) « The NIST Reference on Constants, Units and Uncertainty : Committee on Data for Science and Technology (CODATA) », 2014